# Джодхпур (княжество)

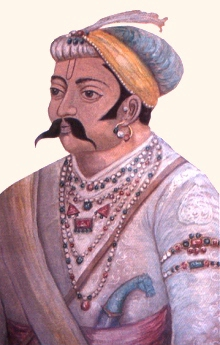
Рао Джодха (1416—1489), основатель Джодхпура

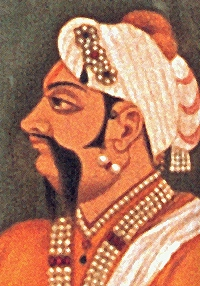
Рао Малдев Ратхор (1511—1562), раджа Джодхпура (1532—1562)

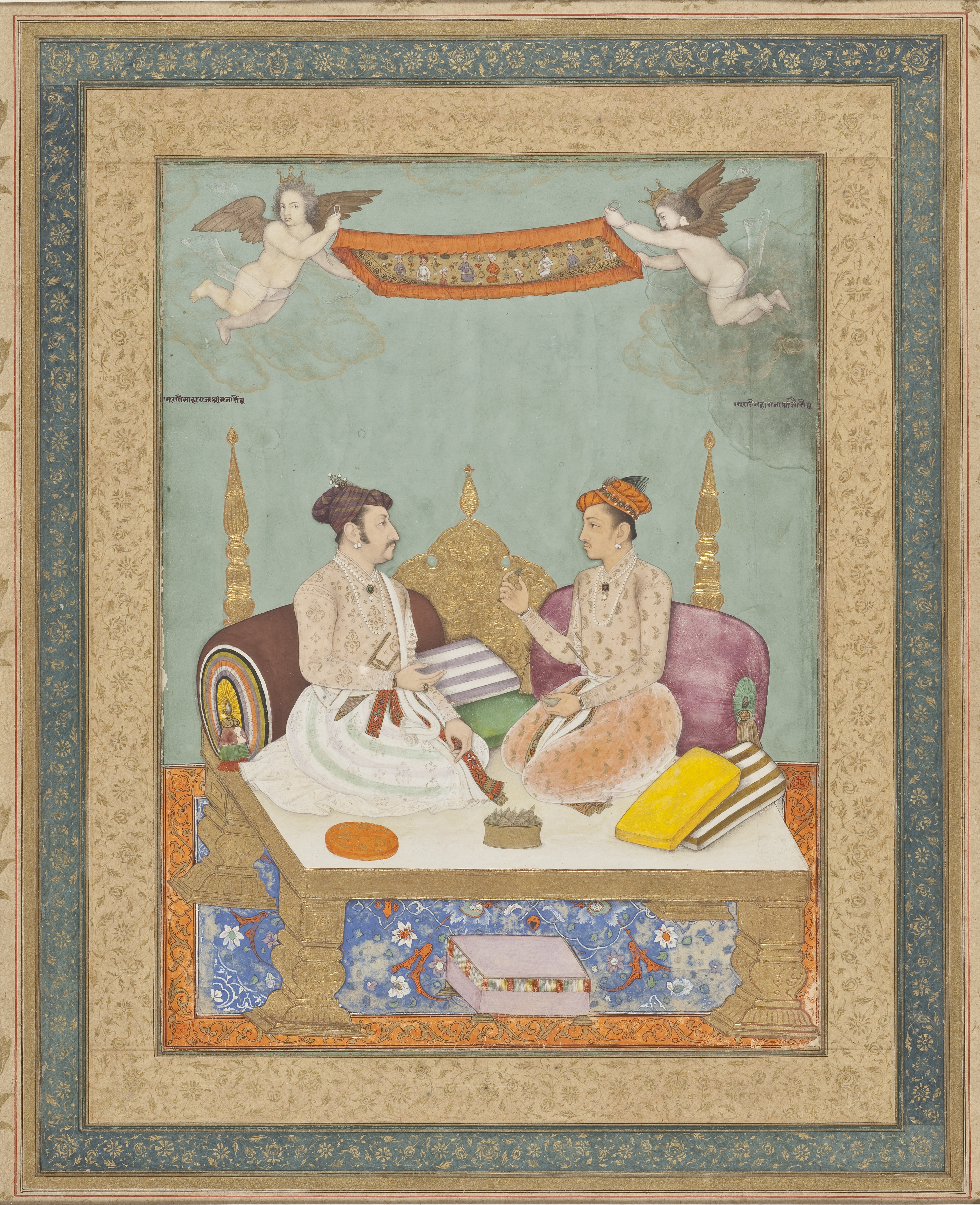
Махараджа Гай Сингх из Марвара (слева) и Махараджа Джай Сингх I из Амбера (справа) — фолиант из Янтарного альбома, картина около 1630 года

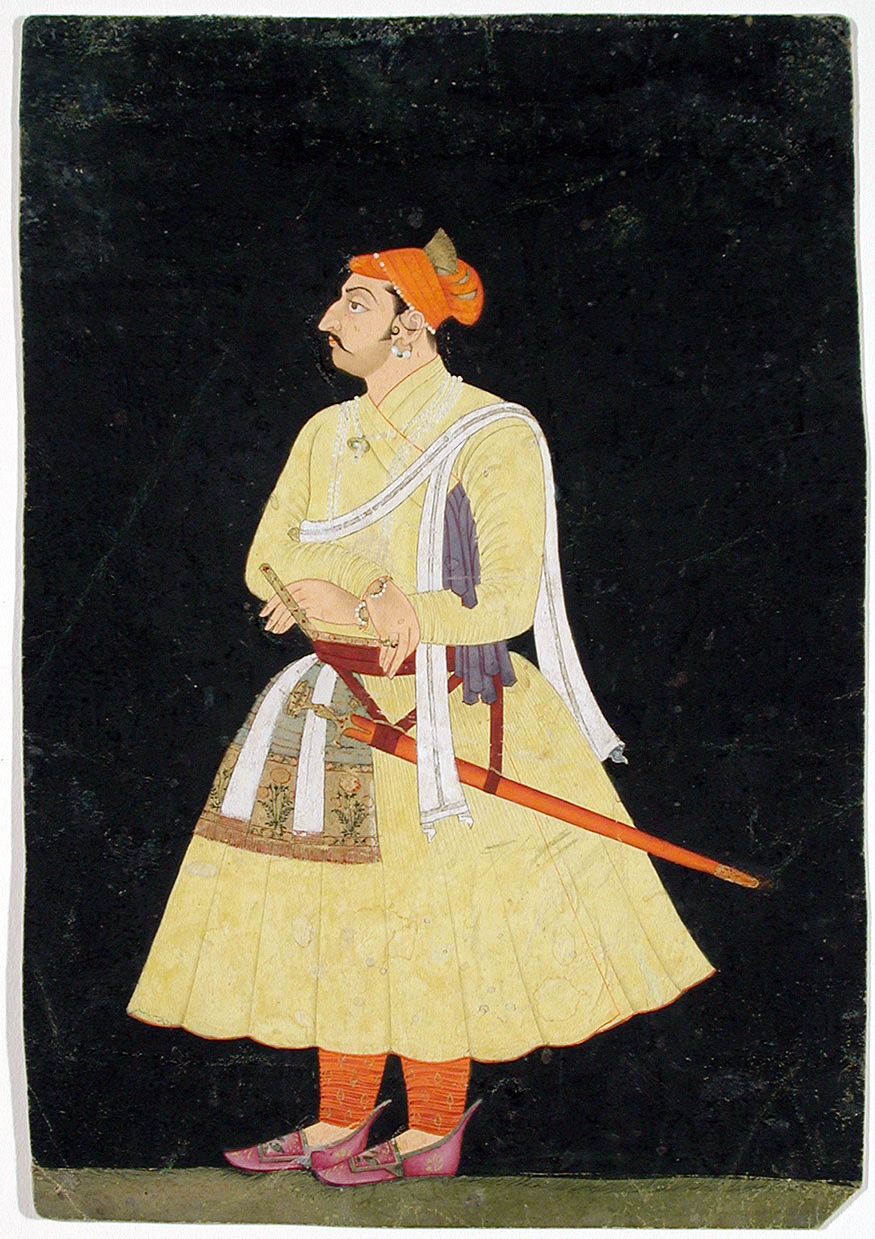
Амар Сингх Ратхор (1613—1644), принц Джодхпура

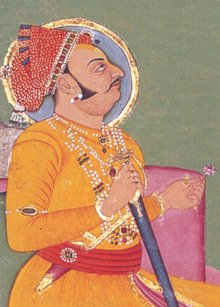
Maharaja Аджит Сингх (1679—1724), махараджа Марвара (1679—1724).

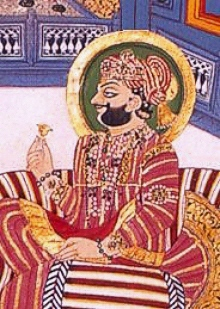
Ман Сингх (1783—1843), махараджа Джодхпура (1803—1843)

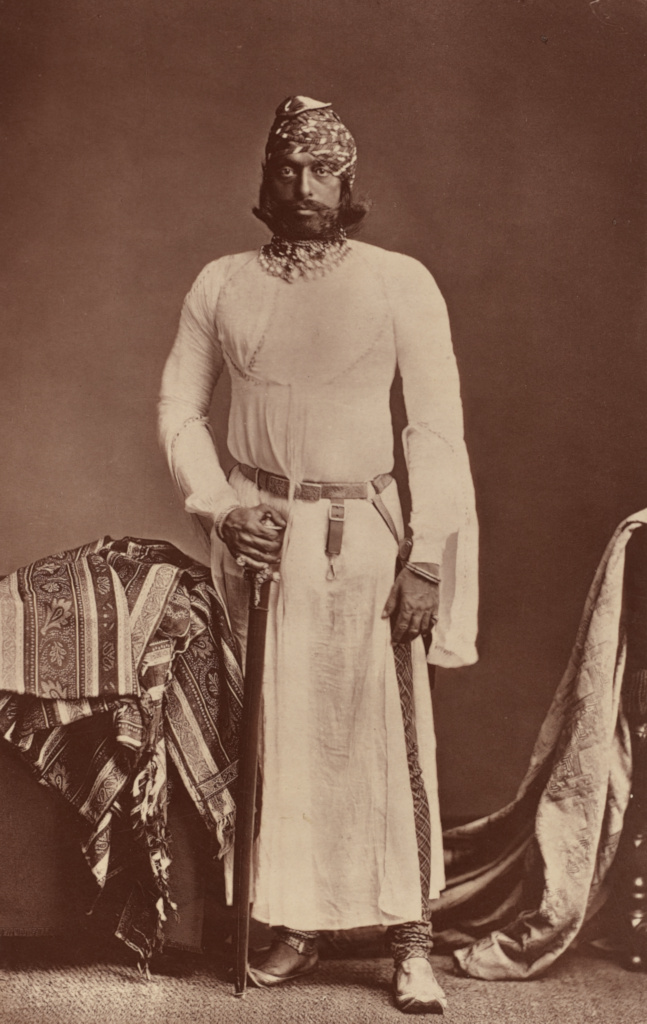
Махараджа Джасвант Сингх (1838—1895), правил в 1873—1895 годах

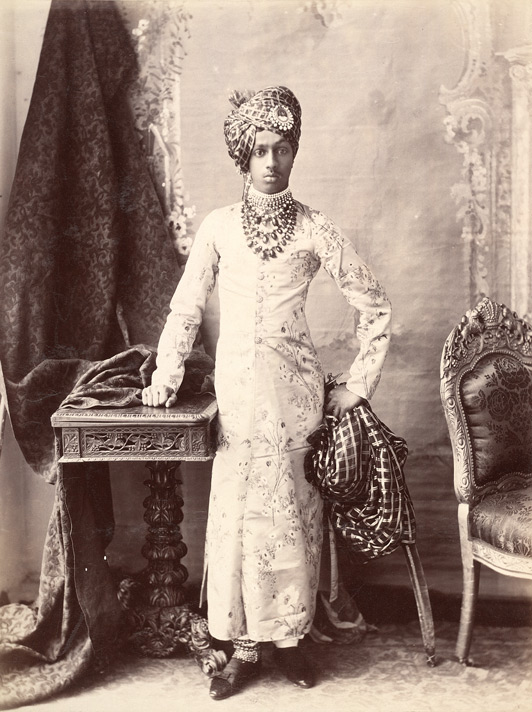
Сардар Сингх (1880—1911), махараджа Джодхпура (1895—1911), в 1896 году

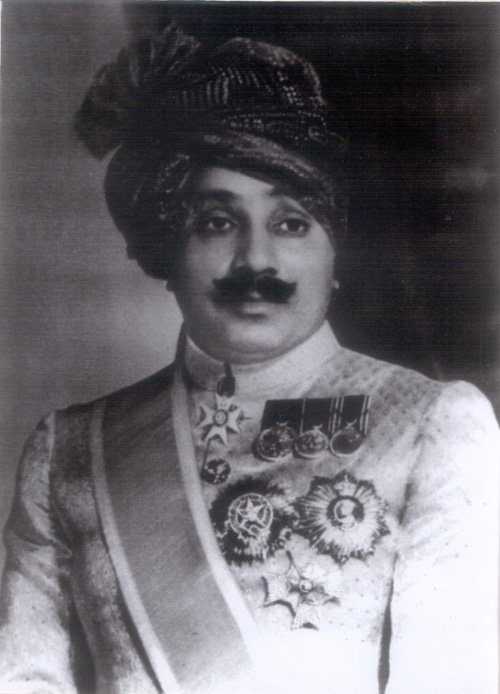
Умайд Сингх (1903—1947), махараджа Джодхпура (1918—1947)

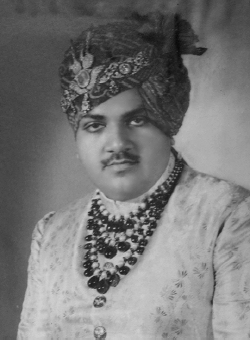
Ханвант Сингх (1923—1952), титулярный махараджа Джодхпура (1947—1952)

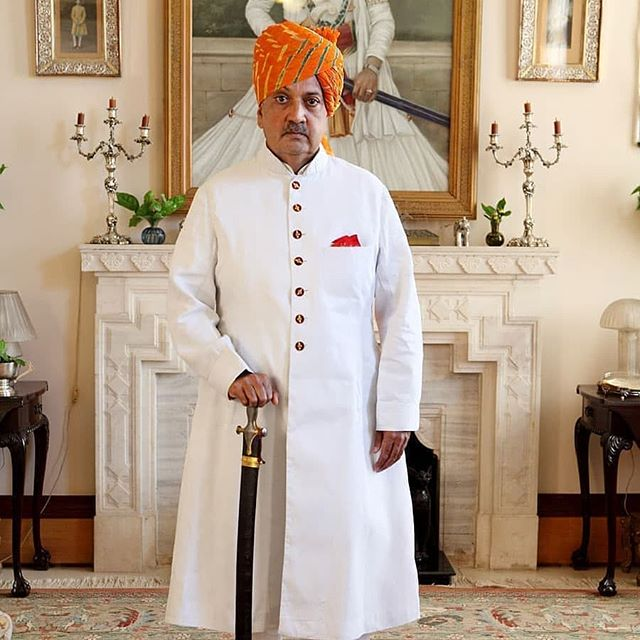
Гадж Сингх (род. 1948), титулярный махараджа Джодхпура (с 1952 года)

Княжество Джодхпур, также известно как Королевство Марвар (хинди जोधपुर रियासत) — королевство в регионе Марвар, с 1226 года по 1818 год и туземное княжество Британской Индии с 1818 года по 1947 год. 
В 1930-е годы, Джодпур (Jodhpur), или Марвар (Marwar) — вассальное государство в Британской Индии. Его столицей с 1450 года был город Джодхпур. Княжество занимало площадь 93 424 км² (36 071 кв. миль). Джодхпур был крупнейшим княжеством под управлением Агентства Раджпутана и третьим по величине княжеством в Британской Индии после Княжества Джамму и Кашмир и Княжества Хайдарабад. Средний доход государства составлял 5 600 000 рупий в 1901 году. У Махараджи Джодхпура первоначально был пушечный салют из 19 орудий. Однако пушечный салют был сокращен до 17 орудий в 1870 году из-за ссоры с Махараной Удайпура. Последний правитель княжества подписал акт о присоединении к Индийскому союзу 7 апреля 1949 года. Государство Джодхпур было официально ликвидировано 1 ноября 1956 года.

## История
Правители индийского княжества Джодхпур принадлежали к древней династии Ратхор, основанной в VIII веке. Однако фактическим основателем государства был Рао Джодха (1416—1489), первым из правителей династии Ратхор в Джодхпуре в 1459 году. Из 15 правителей, которые предшествовали Джодхе, 9 погибли на поле боя, из них 6 против иностранных армий. Сам сын Джодхи погиб после битвы, в которой он спас 140 женщин от афганских налетчиков.
Королевство Джодхпур оставалось независимым до тех пор, пока не было аннексировано Империей Великих Моголов в 1581 году после смерти Чандрасена Ратхора (1562—1581). Оно оставалось под прямым контролем Великих Моголов, пока Удай Сингх не был восстановлен на троне в качестве вассала и не получил титул раджи в 1583 году. В конце XVII века он находился под строгим контролем императора Великих Моголов Аурангзеба, но правящему дому Ратхор было разрешено оставаться полуавтономным на своей территории. В это время Дургадас Ратхор (1638—1718) боролся за сохранение династии Ратхор и освободил Марвар от Империи Великих Моголов после 31 года войны. В конце XVIII и начале XIX веков королевство было захвачено маратхами из династии Шинде и Холкар. Марвар был финансово разорен из-за тяжелой дани, взимаемой Маратхами, и его некогда знаменитая армия теперь поредела из-за внутренних войн и восстаний местной знати, заставляя своих правителей просить британцев о помощи. Британцы не играли никакой роли в делах государства до 6 января 1818 года, когда раджа Ман Сингх (1803—1843) вступил в субсидиарный союз с Британской Ост-Индской компанией, после чего раджи Марвара (или Джодхпура) продолжали править княжеским государством. Во время Сипайского восстания 1857 года раджпутская знать под командованием Такура Кушала Сингха Ратхора возглавила восстание против раджи Тахта Сингха и англичан, однако восстание было подавлено британской армией под командованием полковника Холмса после осады форта Тхакурс в Ауве. Армии княжества Джодхпур сражались в Первую Мировую войну на стороне Великобритании. Индийцы активно воевали в Афганистане и на Ближнем Востоке и одержали ряд побед для Британской империи. Джодхпурские уланы при поддержке майсурских улан разбили большое войско турок и немцев в битве при Хайфе (1918). Среди других сражений, в которых они участвовали, были сражения в Суэце, Газе, долине реки Иордан, Абу-Теллуле и Мегиддо.
После обретения Индией независимости в 1947 году Махараджа Ханвант Сингх, последний правитель княжества Джодхпур (1947—1952), отложил подписание документа о присоединении к Индии. Он даже ненадолго задумался о присоединении к Пакистану, поскольку Джодхпур разделял границу с новой страной, и ему лично была предоставлена чистая страница для написания своих требований и заверения в доступе к морским портам в Пакистане от генерал-губернатора Мухаммеда Али Джинны. Но благодаря эффективному убеждению Сардара Валлабхаи Пателя и лорда Маунтбаттена, махараджа Джодхпура согласился на присоединение своего государства к Индийскому союзу.

## Правители Марвара
Раджпутская династия Ратхор, правившая в Джодхпуре, вела своё происхождение от династии Раштракута. После падения династии Раштракута они мигрировали на север и образовали свое королевство в Каннаудже, а затем в Марваре.

### Правители 1226—1438 (из Пали и Мандора)
| Имя | Имя                                              | Примечания | Начало правления | Конец правления |
| --- | ------------------------------------------------ | --- | ---------------- | --------------- |
| 1   | Рао Сиха (? — 1273)                              | Он завоевал Пали и стал первым Рао династии Ратхор в Марваре. Он погиб в битве при Лакха-Джаваре (1273) против султана Гаус уд-Дина Балбана.                | 1226             | 1273            |
| 2   | Рао Астхан (? — 1292), сын предыдущего           | Отвоевал Кхер у Гохилов и Идар у Бхилов. Он погиб в бою с Джалал уд-Дином Хильджи.                                                                          | 1273             | 1292            |
| 3   | Рао Духад (? — 1309)                             | Он покорил более 140 деревень. Он погиб в битве с Парихарами.                                                                                               | 1292             | 1309            |
| 4   | Рао Райпал                                       | Он отомстил за своего отца, убив правителя Парихаров. Во время голода в Марваре он раздавал людям свое личное зерно.                                        | 1309             | 1313            |
| 5   | Рао Канхапал                                     | Он пострадал от набегов тюрко-афганских племен и был убит в бою, защищая свои земли.                                                                        | 1313             | 1323            |
| 6   | Рао Джаланси                                     | Он победил Содхов. Он взял тюрбан вождя Содха, чтобы отметить свое превосходство в регионе.                                                                 | 1323             | 1328            |
| 7   | Рао Чадо                                         | | 1328             | 1344            |
| 8   | Рао Тида (? — 1357)                              | Он был убит в битве против султана Дели. | 1344             | 1357            |
| 9   | Рао Канха Дев (? — 1374), сын предыдущего        | | 1357             | 1374            |
| 10  | Рао Вирам Дев (? — 1383), второй сын предыдущего | Он погиб в битве с Джохиями. | 1374             | 1383            |
| 11  | Рао Чунда (1377—1424), старший сын предыдущего   | Он отвоевал Мандор у тюрок в 1406 году. Далее он завоевал области Нагаур, Самбхар, хату, Надоль и Аджмер. Он был убит в битве против Салим-шаха из Мултана. | 1383             | 1424            |
| 12  | Рао Канха (? — 1427), второй сын Рао Чандры      | Сражался за трон со своими братьями. Умер молодым в Мандоре.                                                                                                | 1424             | 1427            |
| 13  | Рао Ранмал (1392—1438), старший сын Рао Чандры   | Он укрепил свое правление с помощью династии Сисодия из Мевара. Позже он был убит по приказу раны Кумбхи.                                                   | 1427             | 1438            |

### Правители 1459—1949 (из Джодхпура)
| Имя | Имя | Примечания | Начало правления | Конец правления  |
| --- | --- | --- | ---------------- | ---------------- |
| 1   | Рао Джодха (28 марта 1416 — 6 апреля 1489), младший сын Рао Ранмала                                                                                           | Сражался с раной Кумбхой и отвоевал его земли. Позже он основал город Джодхпур и сделал его своей столицей. Он подчинил себе государства Джалоре и Бунди и присоединил Аджмер, Самбхар и Могилавати. | 12 май 1438      | 6 апрель 1489    |
| 2   | Рао Сатал (? — март 1492), второй сын предыдущего | Сражался с раной Кумбхой и отвоевал его земли. Позже он основал город Джодхпур и сделал его своей столицей. Он подчинил себе государства Джалоре и Бунди и присоединил Аджмер, Самбхар и Могилавати. | 6 апреля 1489    | март 1492        |
| 3   | Рао Суджа (? — 2 октября 1515), младший | | март 1492        | 2 октября 1515   |
| 4   | Рао Бирам Сингх (? — ?), старший сын Рао Багха Сахиба (1457—1514), второго сына Рао Суджи                                                                     | | 2 октября 1515   | 8 ноября 1515    |
| 5   | Рао Ганга (6 мая 1484 — 9 мая 1532), младший брат предыдущего                                                                                                 | Помогал ране Санге в его походах против индийских султанов. | 8 ноября 1515    | 9 мая 1532       |
| 6   | Рао Малдео (5 декабря 1511 — 7 ноября 1562), старший сын Рао Ганги                                                                                            | Успешно отбил нашествия Шер Шах Сури. Феришта называл его одним из самых могущественных правителей Индостана.                                                                                        | 9 мая 1532       | 7 ноября 1562    |
| 7   | Рао Чанда Сен (1541 — 11 января 1581), сын предыдущего | Он защищал свое королевство в течение почти двух десятилетий от нападений со стороны Империи Великих Моголов.                                                                                        | 7 ноября 1562    | 1581             |
| 8   | Раджа Удай Сингх Мота Раджа (13 января 1538 — 10 июля 1595), третий сын Рао Малдео                                                                            | Он был тестем Джахангира и женился на своей дочери Мани Бай, вышедшей замуж за него, позже ставшей родителями Шаха Джахана[10]                                                                       | 4 августа 1583   | 11 июля 1595     |
| 9   | Саваи Раджа Сурадж-Мал (24 апреля 1571 — 7 сентября 1619), сын предыдущего                                                                                    | Он помогал принцам Мураду и Даниялув завоевании Гуджарата и Декана для императора Акбара, получив наследственный титул Саваи-Раджи в знак признания его многочисленных заслуг.                       | 11 июля 1595     | 7 сентября 1619  |
| 10  | Махараджа Гадж Сингх I (30 октября 1595 — 6 мая 1638), третий сын предыдущего                                                                                 | Первый правитель Джодхпура, принявший титул Махараджи | 7 сентября 1619  | 6 мая 1638       |
| 11  | Махараджа Джасвант Сингх (26 декабря 1629 — 28 декабря 1678), младший сын предыдущего                                                                         | Он сражался с Аурангзебом в битве при Дхарматпуре. | 6 мая 1638       | 28 декабря 1678  |
| 12  | Махараджа Аджит Сингх (19 февраля 1679 — 24 июня 1724), посмертный сын предыдущего                                                                            | Стал Махараджей Марвара после 25 лет войны с Аурангзебом. Дургадас Ратхор сыграл ключевую роль в этой войне.                                                                                         | 19 февраля 1679  | 24 июня 1724     |
| 13  | Раджа Индра Сингх | Установлен императором Аурангзебом в противовес Махарадже Аджиту Сингху, но не пользуется популярностью у жителей Марвара.                                                                           | 9 июня 1679      | 4 августа 1679   |
| 14  | Махараджа Абхай Сингх (7 ноября 1702 — 18 июня 1749), старший сын предыдущего                                                                                 | Разгромил Сарбуланд-хана и на короткое время занял весь Гуджарат. | 24 июня 1724     | 18 июня 1749     |
| 15  | Махараджа Рам Сингх (28 июля 1730 — сентябрь 1772), сын предыдущего                                                                                           | Первое правление | 18 июня 1749     | июль 1751        |
| 16  | Махараджа Бахт Сингх (16 августа 1706 — 21 сентября 1752), второй сын Аджита Сингха                                                                           | Он был полководцем Марварских войск против Сарбуланд-хана и победил его. В битве при Гангване он разбил объединенную армию Моголов и Качвахов.                                                       | июль 1751        | 21 сентября 1752 |
| 17  | Махараджа Виджай Сингх (6 ноября 1729 — 17 июля 1793), младший сын предыдущего                                                                                | Первое правление | 21 сентября 1752 | 31 января 1753   |
| 18  | Махараджа Рам Сингх (28 июля 1730 — сентябрь 1772), сын Абхая Сингха                                                                                          | Второе правление | 31 января 1753   | Сентябрь 1772    |
| 19  | Махараджа Виджай Сингх (6 ноября 1729 — 17 июля 1793), младший сын Бахта Сингха                                                                               | Второе царствование — был разбит Махаджи Шинде, вынужден сдать крепость и город Аджмер. | Сентябрь 1772    | 17 июля 1793     |
| 20  | Махараджа Бхим Сингх (? — 19 октября 1803), сын Бхома Сингха и внук предыдущего                                                                               | 17 июля 1793 | 19 октября 1803  |                  |
| 21  | Махараджа Ман Сингх (3 февраля 1783 — 4 сентября 1843), сын Гумана Сингха и двоюродный брат предыдущего                                                       | Вступил в субсидиарные отношения с англичанами 6 января 1818 года. | 19 октября 1803  | 4 сентября 1843  |
| 22  | Махараджа Тахт Сингх (6 июня 1819 — 13 февраля 1873), второй сын Карана Сингха и внук Саграма Сингха, махараджи Ахмеднагара (Химматнагара) с 1798 по 1835 год | Потомок Аджита Сингха. Бывший регент Ахмеднагара. | 4 сентября 1843  | 13 февраля 1873  |
| 23  | Махараджа сэр Джасвант Сингх II (1838 — 11 октября 1895), старший сын предыдущего                                                                             | Кайсар-и-Хинд | 13 февраля 1873  | 11 октября 1895  |
| 24  | Махараджа сэр Сардар Сингх (11 февраля 1880 — 21 марта 1911), старший сын предыдущего                                                                         | Полковник Британской индийской армии | 11 октября 1895  | 20 марта 1911    |
| 25  | Махараджа сэр Сумер Сингх (14 января 1898 — 3 октября 1918), старший сын предыдущего                                                                          | Полковник Британской индийской армии | 20 марта 1911    | 3 октября 1918   |
| 26  | Махараджа сэр Умайд Сингх (8 июля 1903 — 9 июня 1947), второй сын Сардара Сингха                                                                              | Генерал-лейтенант Британской индийской армии | 3 октября 1918   | 9 июня 1947      |
| 27  | Махараджа сэр Ханвант Сингх (16 июня 1923 — 26 января 1952), старший сын предыдущего                                                                          | Правитель Марвара (Джодхпур) до вступления в Индийский союз в 1949 году; умер 26 января 1952 года | 9 июня 1947      | 7 апреля 1949    |
| 28  | Махараджа Гадж Сингх II (титулярный) (род. 13 января 1948), единственный сын предыдущего                                                                      | Стал главой дома 26 января 1952 года | 26 января 1952   | настоящее время  |

Вероятным наследником княжеского титула является Шиврадж Сингх (род. 30 сентября 1975), единственный сын Гаджа Сингха II.